# Jüdischer Friedhof (Madfeld)
Der Jüdische Friedhof Madfeld befindet sich im Ortsteil Madfeld der Stadt Brilon im Hochsauerlandkreis in Nordrhein-Westfalen. Als jüdischer Friedhof ist er ein Baudenkmal. 
Auf dem Friedhof An der Egge, der von um die Mitte des 18. Jahrhunderts bis zum Jahr 1939 belegt wurde, befinden sich 39 Grabsteine. Der älteste stammt aus dem Jahr 1759.